# 클라우디오 우사인
클라우디오 다니엘 우사인(스페인어: Claudio Daniel Husaín, 1974년 11월 20일, 부에노스 아이레스 주 산 후스토 ~)은 아르헨티나의 전 프로 축구 선수로, 현역 시절 미드필더로 활약했다.
우사인은 아르헨티나의 벨레스 사르스피엘드와 리버 플레이트, 이탈리아의 나폴리, 그리고 멕시코의 티그레스 UANL에서 뛰다가 자국 무대의 뉴얼스 올드 보이스로 복귀했다.

## 클럽 경력

### 파르마, 나폴리, 그리고 리버 플레이트
2000년, 우사인은 파르마에 입단하였고, 계약에 따라 마예르 칸델로가 우사인의 원 소속 구단으로 이적했다.
그러나, 파르마가 에르난 크레스포 이적으로 리버 플레이트에 진 빚을 갚지 못하면서,(이적으로 10% 추가 금액 발생 조항에 따른 금액) 우사인은 리버 플레이트로 임대되었고, 동시에 아리엘 오르테가도 11B ITL에 이적했다.
2000년 10월 27일, 그는 나폴리로 이적해 다시 이탈리아 땅을 밟았지만, 이후 나폴리 이적도 영구적이지 않았다는 것이 밝혀졌다. 비록 나폴리가 2001년 6월에 강등되었지만, 파르마는 그를 나폴리에 21.9B ITL(약 €11.3M에 상응하는 가격)의 가격으로 매각했다. 
우사인은 2002년 1월까지 나폴리에 남았지만, 이후 리버 플레이트로 임대되었다. 그는 2003년 1월에 리버 플레이트로 복귀하기 전까지 나폴리 소속으로 세리에 B 무대에서 반 년을 더 활약했다. 나폴리는 리버 플레이트에 $1.2M의 빚을 진 것으로 확인되었고, 우사인에게 지급할 급여를 줄이기 위해 우사인이 리버 플레이트로 $300M에 이적할 수 있도록 허락했다. 그는 2003년 6월에 부상을 당했다.

### 티그레스 UANL
2004년 7월, 그는 멕시코의 티그레스 UANL로 이적했다.

### 뉴얼 스 올드 보이스
우사인은 2005년 7월에 뉴얼스 올드 보이스로 이적했다. 산 로렌소에서 반 년을 보낸 후, 우사인은 뉴얼스 올드 보이스에 2007년 1월, 임대로 복귀했다.

### 데펜소르 스포르팅
2009년 8월, 그는 우루과이의 데펜소르 스포르팅에 입단했다.

### 아우닥스 이탈리아노
2010년 1월, 우사인은 칠레의 아우닥스 이탈리아노로 이적했으나, 2월 27일에 지진이 발생하자, 그는 구단을 떠날 것을 결정했고, 이후 은퇴했다.

## I 국가대표팀 경력
우사인은 아르헨티나 국가대표팀 일원으로 1997년, 1999년 코파 아메리카와 2002년 월드컵에 참가했다.

### 국가대표팀 득점 기록
| #  | 날짜             | 경기장                    | 상대 | 점수 | 최종결과 | 대회                 |
| -- | ---------------- | ------------------------- | ---- | ---- | -------- | -------------------- |
| 1. | 2000년 11월 15일 | 칠레 산티아고 국립 경기장 | 칠레 | 2–0  | 승       | 2002년 월드컵 예선전 |

## 사생활
그의 동생 다리오 우사인도 프로 축구 선수로 활동했다.
그의 별칭은 레바논과 시리아 혈통에서 비롯한 "튀르키예인"(El Turco)이다. 남미에서 아랍계 이민자들을 "튀르키예인"들로 불리는데 이는 19000년대 이들의 선대인들이 오스만 제국의 공문을 가지고 입국한 데 있다.

## 수상
우사인은 아르헨티나 프리메라 디비시온을 7번 우승했는데, 벨레스에서 4번, 리버 플레이트에서 3번 차지했다. 우사인은 국제 대회에서 5번(이 중 4번은 단판 승부였다) 우승했다.

### 클럽
벨레스 사르스피엘드
- 아르헨티나 프리메라 디비시온
  - 아페르투라: 1995
  - 클라우수라: 1993, 1996, 1998
- 코파 리베르타도레스: 1994
- 인터콘티넨털컵: 1994
- 수페르코파 수다메리카나: 1996
- 코파 인테라메리카나: 1994
- 레코파 수다메리카나 준우승: 1995, 1997

리버 플레이트
- 아르헨티나 프리메라 디비시온
  - 클라우수라: 2002, 2003, 2004

### 국가대표팀
아르헨티나
- U-17 남미 축구 선수권 대회 3위: 1991
- U-17 월드컵 3위: 1991
- 팬아메리칸 게임: 1995

## 참고
1. ↑  라 가체타 델로 스포르트와 라이 스포르트는 2000년에 15B ITL에 공동 소유 계약을 했음을 확인했다. 그러나, 그는 이탈리아 리그 사무국 공식 재정 보고서에 명시되지 않았고, 파르마는 2001-02 공식 재정 보고서에 21.B ITL로 발표했다. (이탈리아어)